# London Mithraeum
London Mithraeum, även känt som Mithras tempel i Walbrook, var ett mithreum som låg under gatan Walbrook i London i Storbritannien. Dess kvarlämningar upptäcktes under en ombyggnad 1954 och blev den kanske mest uppmärksammade arkeologiska upptäckten i 1900-talets London.  